# Episodi de La mia jungla
La prima stagione de La mia jungla è stata trasmessa sulla piattaforma streaming RaiPlay dal 1º maggio al 23 settembre 2020.
| Puntata | Titolo                                             | Messa in onda     |
| ------- | -------------------------------------------------- | ----------------- |
| 1       | 1 maggio, il rovescio dei diritti                  | 1 maggio 2020     |
| 2       | Figli a scarico                                    | 14 maggio 2020    |
| 3       | La felicità è pubblica                             | 2 giugno 2020     |
| 4       | Sole e sale da solo                                | 15 giugno 2020    |
| 5       | Gli esami di maturità ovvero la "paura della pera" | 1 luglio 2020     |
| 6       | Buoni e cattivi                                    | 15 luglio 2020    |
| 7       | Il rosicometro                                     | 28 luglio 2020    |
| 8       | L'ape libera                                       | 23 agosto 2020    |
| 9       | Quasi scuola                                       | 7 settembre 2020  |
| 10      | Settembre                                          | 23 settembre 2020 |